# يونغتشينغ
يونغتشينغ (بالإنجليزية: Yongcheng)‏ هي مدينة على مستوى مقاطعة ‏ تقع في الصين في شانغكيو.

## أعلام
- ليو هينج